# 齊普松武
齊普松武(1856年—?)，号蔭甫，滿洲正白旗人，清朝政治人物、同進士出身。
光緒五年，己卯科順天乡试中举，六年（1880年），参加庚辰科殿試，登進士三甲第120名。同年五月，著分部學習。